# Route nationale 40 (Argentine)
Pour les articles homonymes, voir Route nationale 40.

Trajet de la route nationale 40 en Argentine

La route nationale 40 (en espagnol : Ruta Nacional 40 ou Ruta 40) est une importante voie routière d'Argentine qui traverse le pays du nord au sud, depuis La Quiaca à la frontière bolivienne dans la province de Jujuy jusqu'au cap Virgenes à l'extrême sud de la Patagonie. C'est la route la plus longue du pays. Elle court parallèlement à la Cordillère des Andes en reliant les parcs nationaux les plus importants et traverse plusieurs des régions touristiques et des attraits principaux du territoire. Actuellement ce trajet mythique a été promu comme produit touristique national. La route commence en Patagonie au niveau de la mer et s'étend sur environ 5 000 km, traversant 20 parcs nationaux, 18 cours d'eau importants, reliant 27 cols andins. Elle culmine à 4 895 mètres au niveau du col d'Abra del Acay (es) dans la province de Salta.

## Description générale

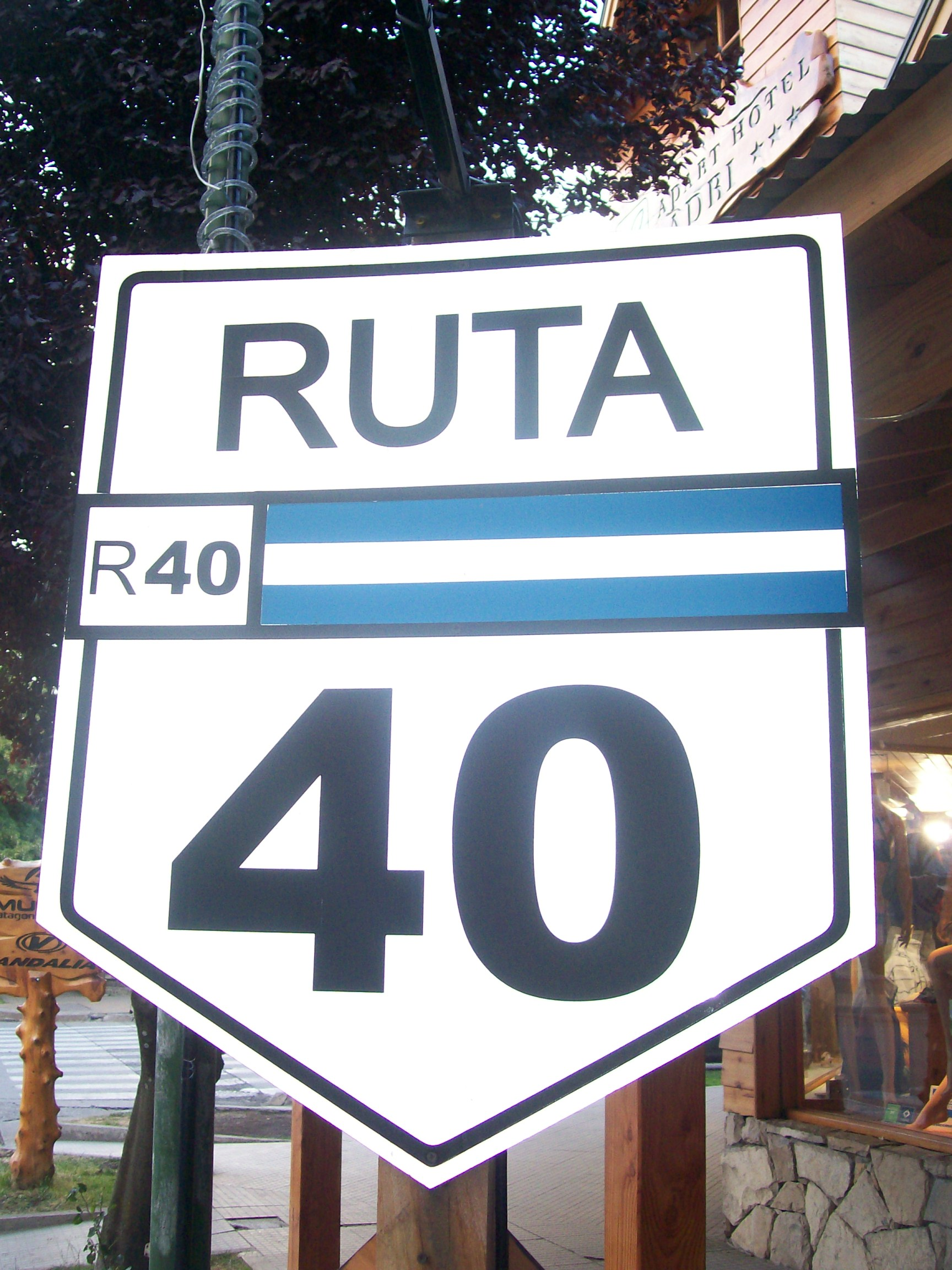
Signalétique de la ruta 40

La route passe par El Calafate, le Glacier Perito Moreno, le Lac Puelo, la ville d'El Bolsón, San Carlos de Bariloche, Villa La Angostura. Elle fait partie de la Ruta del Vino (route du vin) à Mendoza. Elle conduit aux gisements fossiles de dinosaures en province de San Juan, aux sources thermales de Catamarca, à Tafí del Valle, aux magnifiques vallées Calchaquíes, à la Quebrada de Humahuaca patrimoine de l'Humanité ainsi qu'à la Puna.
De même que la légendaire route 66 des États-Unis, la route numéro 40 est un symbole et un emblème de l'Argentine. Elle parcourt onze provinces : Santa Cruz, Chubut, Río Negro, Neuquén, Mendoza, San Juan, La Rioja, Catamarca, Tucumán, Salta et Jujuy.
En 2006, la route nationale 40 est revêtue à 48 %. Les provinces de Neuquén et de Río Negro sont les seules où la route est totalement asphaltée, tandis dans celles de Salta et de Jujuy les sections revêtues sont rares, la route étant principalement sur ripio.
Le principal promoteur de cette route longitudinale a été le périodiste Federico Kirbus (es), grâce à certains articles et livres.[réf. nécessaire]
Depuis la première construction de la route en 1935, elle a changé plusieurs fois de parcours. Le parcours actuel date de novembre 2004, moment où l'on décida en plus de changer les bornes kilométriques pour fixer le zéro à son extrémité sud, au cap des Vierges, au fin fond de la Patagonie.
La section comprise entre Abra Pampa et La Quiaca appartient à la fois à la Route nationale 9 et à la nationale 40.

## Localités traversées
Les villes et localités par lesquelles passe cette route (du sud au nord) sont les suivantes :

### Province de Santa Cruz
Parcours de 1 317 km (km 0 à 1317).

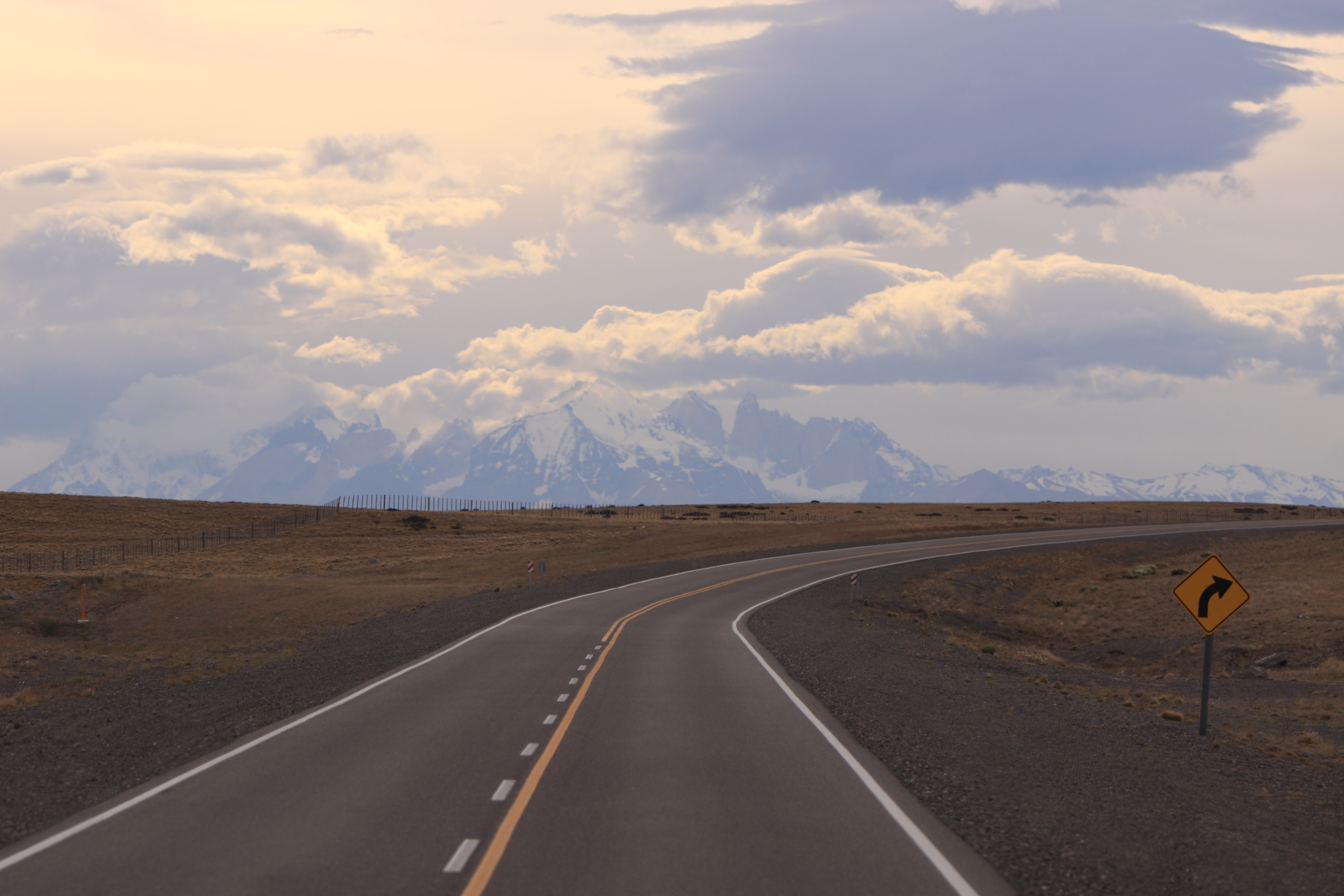
Le massif del Paine, Chili, vu depuis la route nationale 40, dans le sud de la province de Santa Cruz, Argentine

- Département de Güer Aike : Río Gallegos (km 177), Rospentek Aike (km 416) et 28 de Noviembre (km 430).
- Département de Lago Argentino : accès à El Calafate (km 643).
- Département de Río Chico : pas de localités.
- Département de Lago Buenos Aires : Perito Moreno (km 1232).

### Province de Chubut
Parcours de 594 km (km 1317 à 1911).

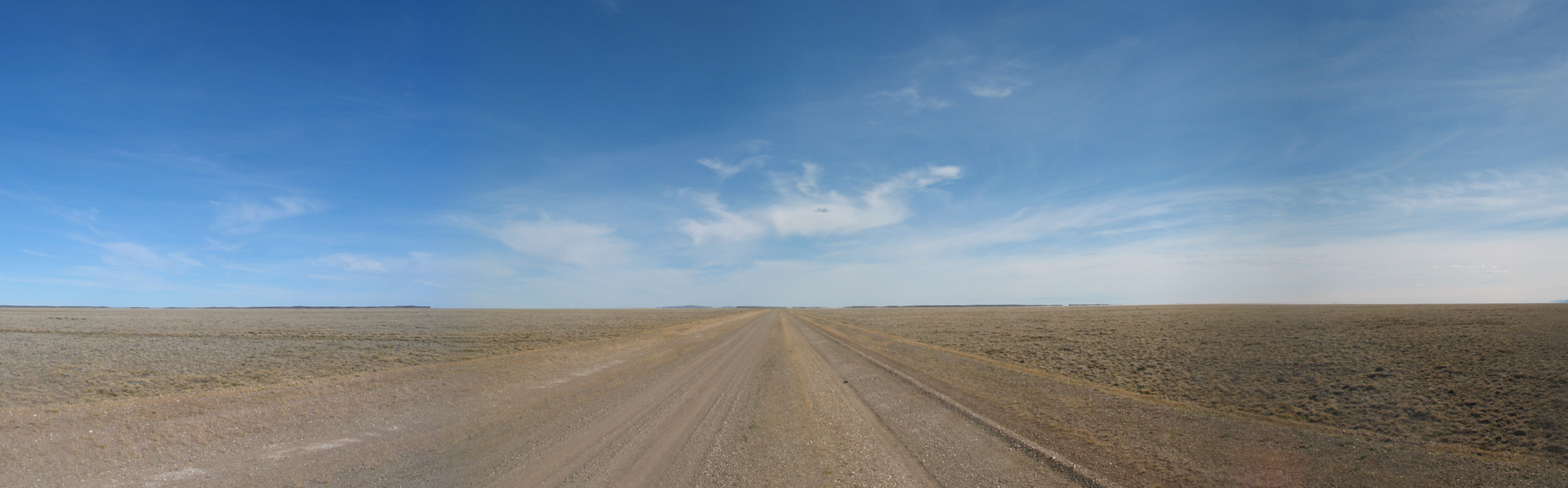
La route nationale 40 dans la province de Chubut

- Département de Río Senguer : Río Mayo (km 1355) et Alto Río Senguer (km 1450).
- Département de Tehuelches : accès à José de San Martín (km 1590), Gobernador Costa (km 1594) et Nueva Lubecka.
- Département de Languiñeo : Tecka (km 1678).
- Département de Futaleufú : accès à Esquel (km 1763).
- Département de Cushamen : Hoyo de Epuyén (km 1901) avec accès au lac Puelo (km 1907).

### Province de Río Negro
Parcours de 145 km (km 1911 à 2056).

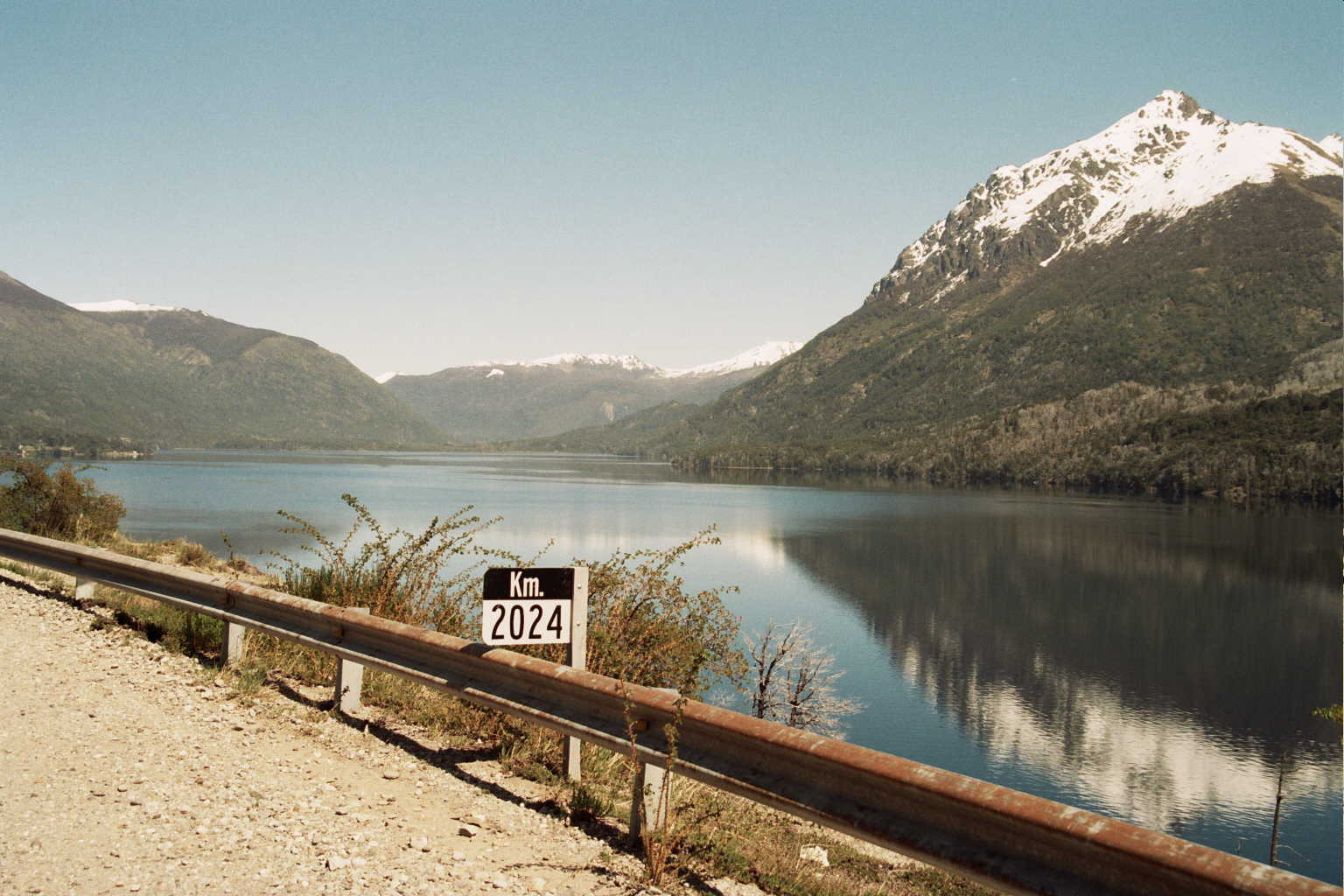
La nationale 40 le long du lac Gutiérrez dans la province de Río Negro

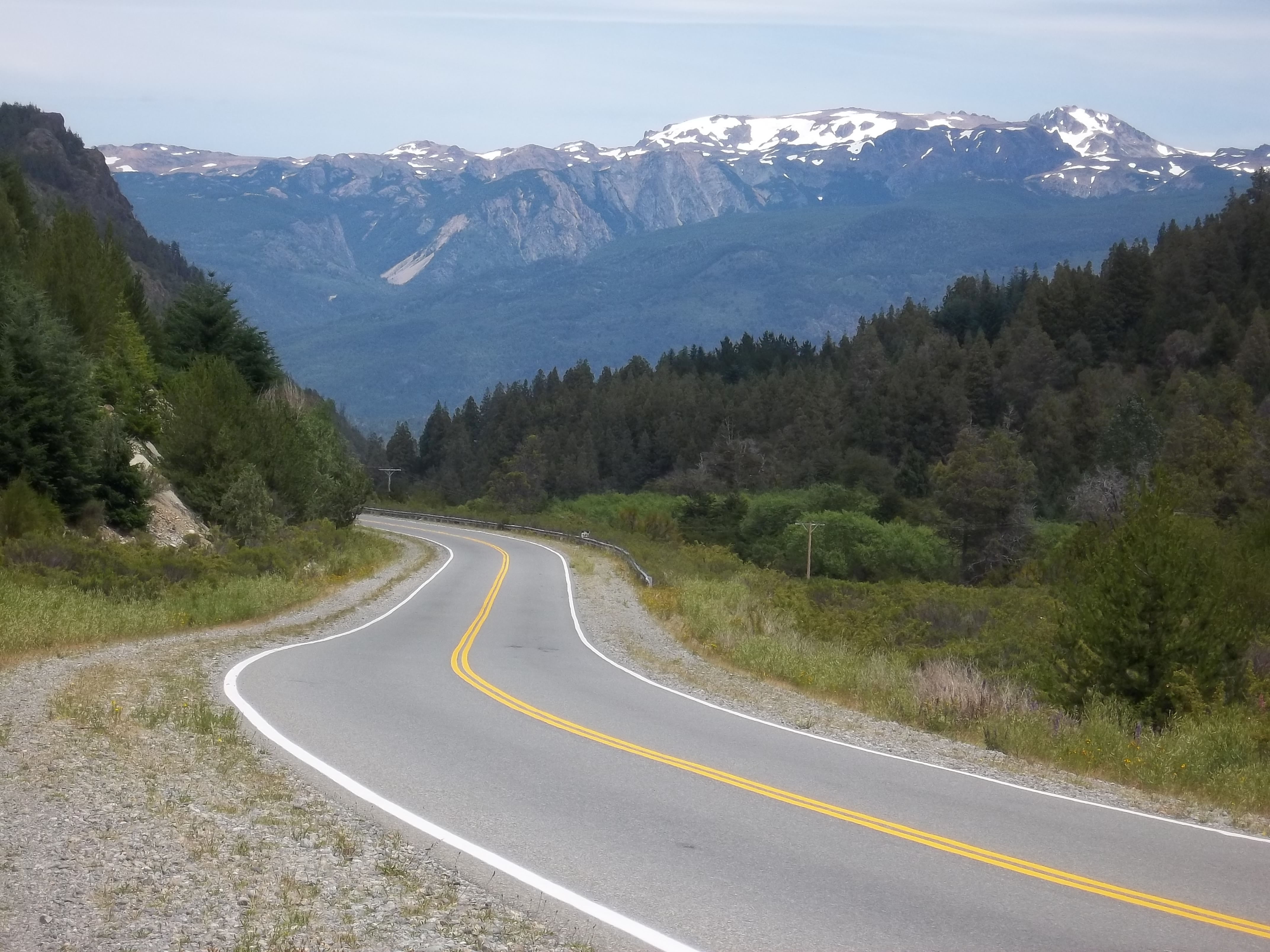
La nationale 40 au point kilométrique 1930

- Département de Bariloche : El Bolsón (km 1914-1916) et San Carlos de Bariloche (km 2033-2039).
- Département de Pilcaniyeu : Dina Huapi (km 2054).

### Province de Neuquén
Parcours de 684 km (km 2056 à 2740).
- Département de Los Lagos : Confluencia (km 2104).
- Département de Collón Curá : pas de localités.
- Département de Catán Lil : pas de localités.
- Département de Zapala : Zapala (km 2400) et Mariano Moreno (km 2420).
- Département de Picunches : Las Lajas (km 2455).
- Département de Loncopué : Chorriaca (km 2543).
- Département de Ñorquín : Naunauco (km 2581).
- Département de Chos Malal : Chos Malal (km 2613-2616).
- Département de Pehuenches : Buta Ranquil (km 2701).

### Province de Mendoza
Parcours de 638 km (km 2740 à 3378).
- Département de Malargüe : Ranquil del Norte (km 2762), Bardas Blancas (km 2882), Malargüe (km 2945-2949) et Coihueco Norte (km 2987).
- Département de San Rafael : El Sosneado (km 2997).
- Département de San Carlos : Pareditas (km 3177), Chilecito (Mendoza) (km 3180) et Eugenio Bustos (km 3193).
- Département de Tunuyán : Tunuyán (km 3214-3216).
- Département de Tupungato : pas de localités.
- Département de Luján de Cuyo : Ugarteche (km 3262), Agrelo (km 3271), Perdriel (km 3274) et Luján de Cuyo (km 3280).
- Département de Godoy Cruz : Godoy Cruz (km 3292).
- Département de Guaymallén : Dorrego (km 3295) et Bermejo (km 3301).
- Département de Las Heras : Las Heras (km 3303), Jocolí Viejo (km 3323) et Jocolí (km 3337).

### Province de San Juan
Parcours de 333 km (km 3378 à 3711).

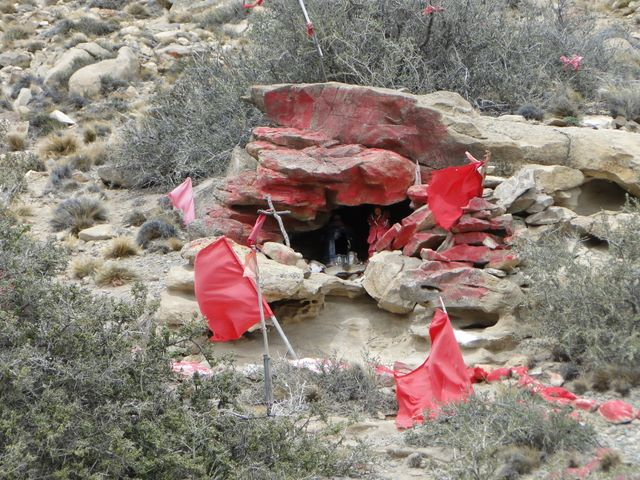
Sanctuaire de Gauchito Gil

- Département de Sarmiento : Villa Media Agua (km 3410).
- Département de Pocito : Villa Nacusi (km 3457).
- Département de Rawson : Rawson (km 3460).
- Département Capital : San Juan (km 3462-3466).
- Département de Chimbas : Chimbas (km 3467).
- Département d'Albardón : Villa General San Martín (km 3474).
- Département d'Ullum : Talacasto (km 3519).
- Département de Jáchal : Niquivil (km 3596), accès à San José de Jáchal (km 3612) et Huaco (km 3650).

### Province de La Rioja
Parcours de 296 km (km 3711 à 4007).
- Département de Coronel Felipe Varela : Guandacol (km 3728) et Villa Unión (km 3769).
- Département de Chilecito : Sañogasta (km 3849), Nonogasta (km 3859) et Chilecito (km 3874-3877).
- Département de Famatina : accès à Famatina (km 3898) et Pituil (km 3947).
- Département de San Blas de los Sauces : San Blas (km 3994).

### Province de Catamarca
Parcours de 276 km (km 4007 à 4283).
- Département de Tinogasta : pas de localités.
- Département de Belén : Londres (km 4077-4081) avec accès au Shincal de Quimivil, et Belén (km 4093-4096).
- Département de Santa María : San José (Catamarca) (km 4255), Loro Huasi (km 4261), Chañar Punco (km 4264) et Santa María (km 4269).

### Province de Tucumán
Parcours de 38 km (km 4283 à 4321).
- Département de Tafí del Valle : Colalao del Valle (km 4313).

### Province de Salta
Parcours de 388 km (km 4321 à 4709).

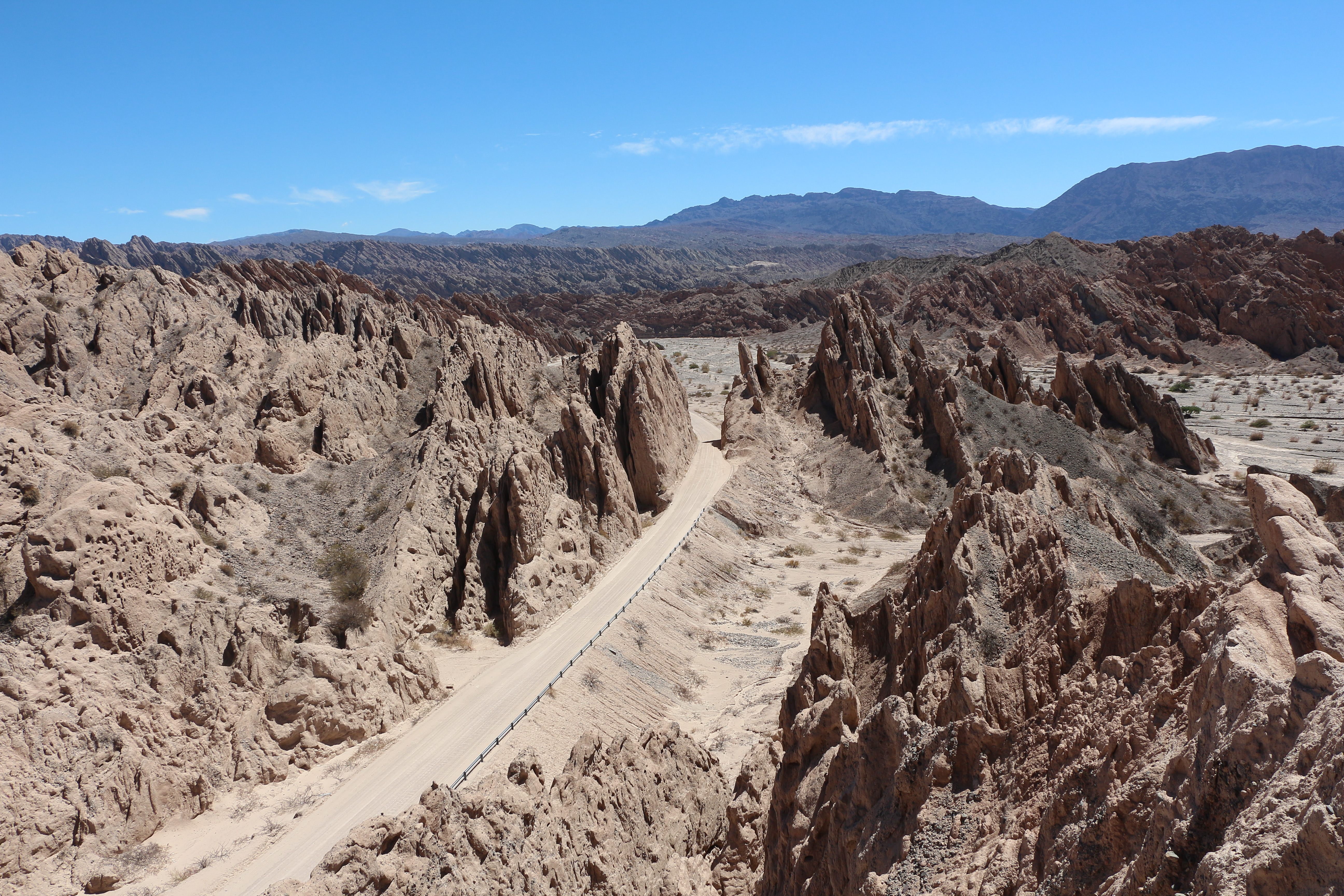
La nationale 40 sur ripio dans les Vallées Calchaquies

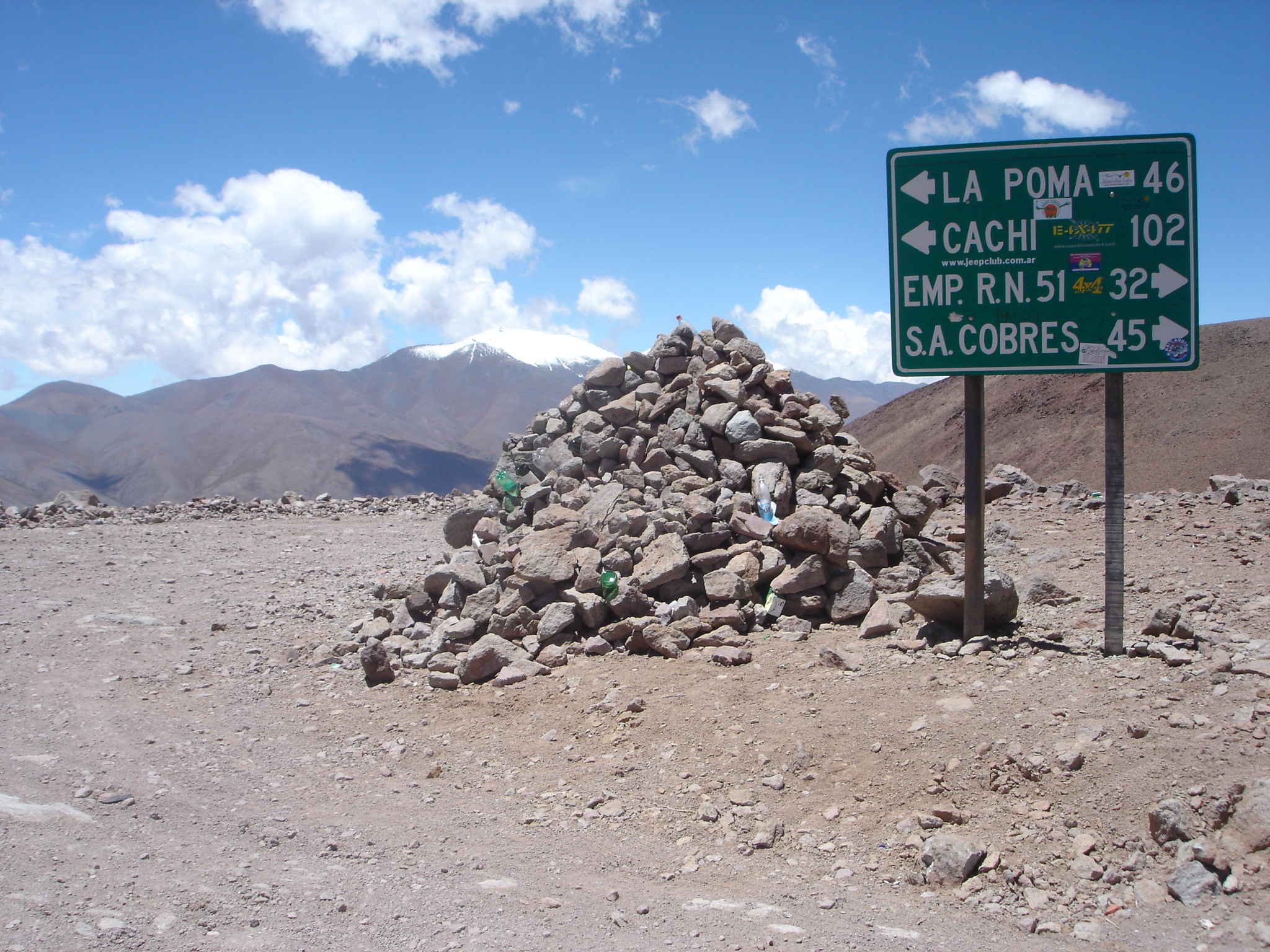
Col de l'Abra del Acay dans le département de La Poma, point le plus élevé de la ruta 40

- Département de Cafayate : Cafayate (km 4346-4349).
- Département de San Carlos : San Carlos (km 4372) et accès à Angastaco (km 4420) ; Animaná.
- Département de Molinos : Molinos (km 4459) et Seclantás (km 4476).
- Département de Cachi : Cachi (km 4505).
- Département de La Poma : La Poma (km 4557).
- Département de Los Andes : pas de localités.
- Département de La Poma : pas de localités.
- Département de Los Andes : San Antonio de los Cobres (km 4649).
- Département de La Poma : pas de localités.

### Province de Jujuy
Parcours de 219 km (km 4709 à 4928).

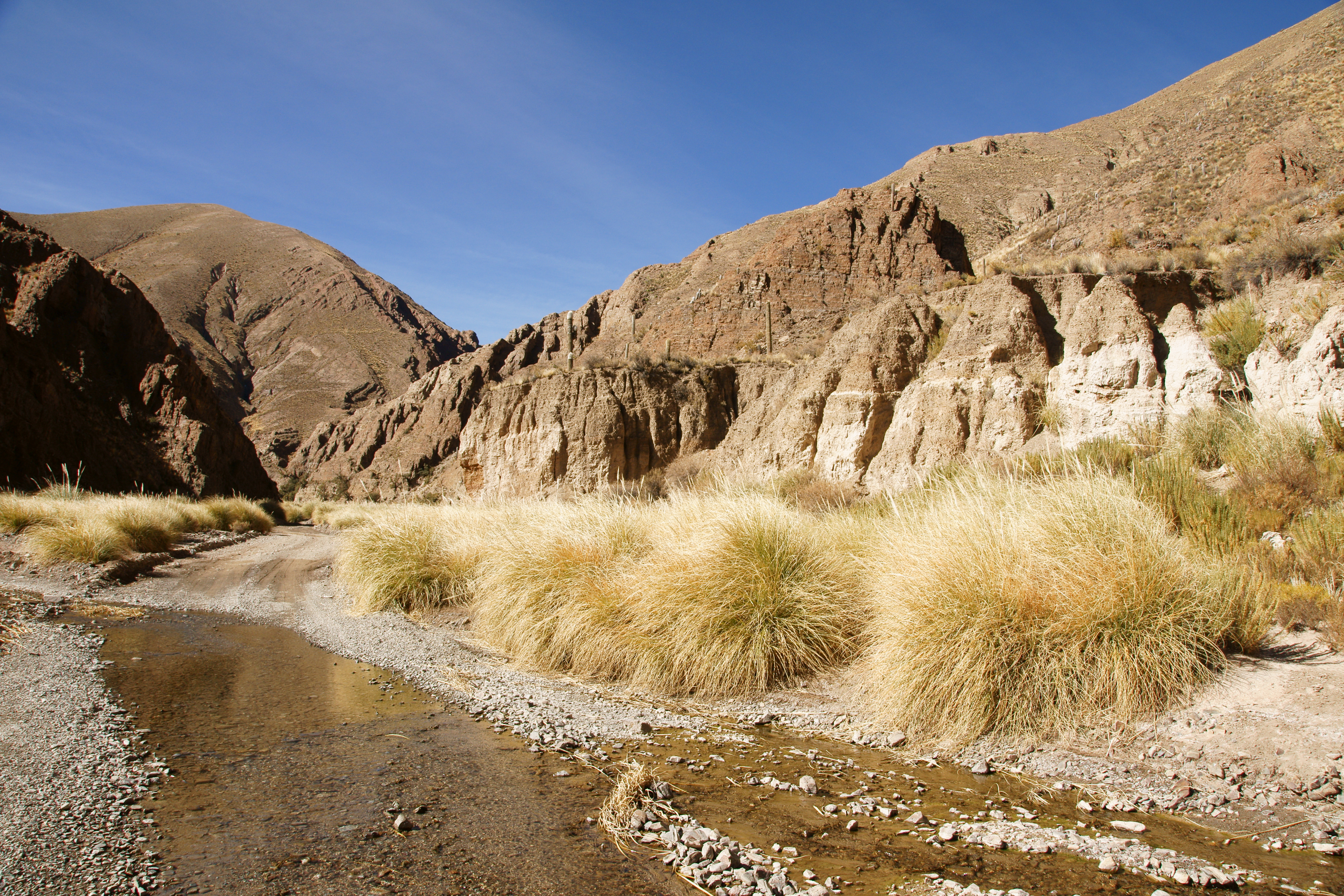
La route 40 se faufilant dans le Cañadón de Oros (Jujuy) ou gorges du Río San Juan del Oro

- Département de Tumbaya : pas de localités.
- Département de Cochinoca : superposition avec la route nationale 9 (km 4844) ; Abra Pampa (km 4852).
- Département de Yavi : La Quiaca (km 4925-4928).